# کهن‌داریان
کهن‌داریان (Ginkgoaceae) تیره‌ای از بازدانگانِ درختی است که در دورهٔ دوم زمین‌شناسی پدید آمده و همهٔ گونه‌های آن به‌جز یک گونه از بین رفته‌است و به همین دلیل این گیاه را یک فسیل زنده در نظر می‌گیرند. گونه به جا مانده کهن‌دار (ژینگو) نام دارد که نام علمی آن ginkgo biloba است و بذرهای آن هزاران سال است که در طب سنتی چین استفاده می‌شود و عصاره برگ آن یکی از گیاهان دارویی رایج در دنیا می‌باشد.
کهن‌دار بین ۳۰ تا۴۰ متر ارتفاع دارد و نسبت به حشرات و بیماری‌های گوناگون بسیار مقاوم است.

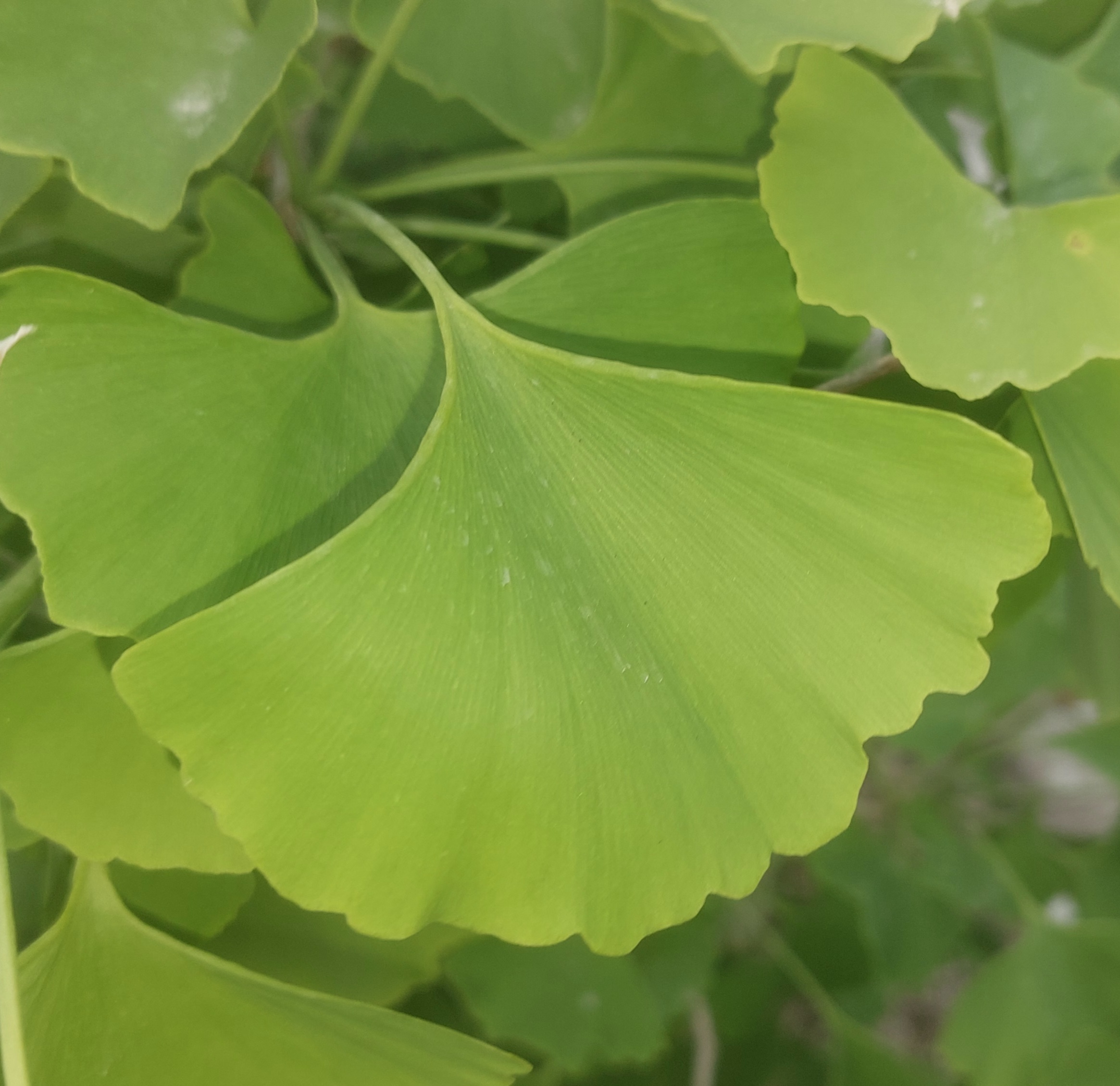
برگ درخت ژینگو یا کهن دار